# Відвідини Східної Європи і Північної Азії президентами США
Десять президентів США склали президентські візити до Східної Європи та Північної Азії.
Першим чинним президентом, який відвідав Східну Європу, був Франклін Делано Рузвельт у 1945 році. Він відвідав Союз Радянських Соціалістичних Республік, і ці відвідини були частиною дипломатичної взаємодії союзників під час Другої світової війни.
Першим чинним президентом, який здійснив візит у Північну Азію, був Джеральд Форд у 1974 році, а також в СРСР. Це була частина Американо-радянської розрядки під час Холодної війни. Перші президентські візити до східноєвропейських країн також відбулися під час цієї доби полегшення геополітичних суперечок.
На сьогодні здійснено 15 візитів в Росію (яка є частиною Східної Європи, а також єдина країна Північної Азії), 16 у Польщу, 5 у Чехію, 5 у Румунію, 5 в Україну, 4 в Угорщину, 2 в Болгарію, 1 у Білорусь і 1 у Словаччину. Крім того, 6 візитів було здійснено в СРСР до його розпаду. Також один візит було складено в Чехословаччину до її розділення. Молдова залишається єдиною східноєвропейською країною, яку не відвідував жодний американський президент.

## Таблиця відвідин
| Президент                | Дати                        | Країни         | Місця                     | Ключові події |
| ------------------------ | --------------------------- | -------------- | ------------------------- | --- |
| Франклін Делано Рузвельт | Лютий 3–5, 1945             | СРСР           | Ялта                      | Взяв участь у Ялтинській конференції з совітським прем'єром Сталіним і британським прем'єр-міністром Вінстоном Черчилем. |
| Річард Ніксон            | Серпень 2–3, 1969           | Румунія        | Бухарест                  | Офіційний візит. Зустрівся з президентом Ніколае Чаушеску. |
| Річард Ніксон            | Травень 22–30, 1972         | СРСР           | Москва, Leningrad, Київ   | Державний візит. Зустрівся з прем'єром Косигіним і генеральним секретарем Брежнєвим. Підписали угоду про обмеження системи протиракетної оборони, перші перемовини про обмеження стратегічних озброєнь (SALT I) і угоду про інциденти в морі.                                                      |
| Річард Ніксон            | Травень 31 – 1 червня, 1972 | Польща         | Варшава                   | Офіційний візит. Зустрівся з першим секретарем Едвардом Гереком. |
| Річард Ніксон            | Червень 27 – 3 липня, 1974  | СРСР           | Москва, Мінськ, Ореанда   | Офіційний візит. Зустрівся з генеральним секретарем Леонідом Брежнєвим, президентом Миколою Підгорним і прем'єром Алєксєєм Косигіним. Підписав обмежувальну угоду щодо підземних атомних вибухів.                                                                                                  |
| Джеральд Форд            | Листопад 23–24, 1974        | СРСР           | Владивосток               | Зустівся з генеральним секретарем Леонідом Брежнєвим і обговорив обмеження на стратегічні озброєння. |
| Джеральд Форд            | Липень 28–29, 1975          | Польща         | Варшава, Краків           | Офіційний візит. Зустрівся з першим секретарем Едвардом Гереком. |
| Джеральд Форд            | Серпень 2–3, 1975           | Румунія        | Бухарест, Сіная           | Офіційний візит. Зустрівся з президентом Ніколае Чаушеску. |
| Джиммі Картер            | Грудень 29–31, 1977         | Польща         | Варшава                   | Офіційний візит. Зустрівся з першим секретарем Едвардом Гереком. |
| Рональд Рейган           | Травень 29 – 2 червня, 1988 | СРСР           | Москва                    | Зустрівся з генеральним секретарем Михайлом Горбачовим. Обмінялись ратифікаціями договору про ліквідацію ракет середньої та малої дальності. |
| Джордж Герберт Вокер Буш | Липень 9–11, 1989           | Польща         | Варшава, Гданськ          | Зустрівся з урядом і провідниками Солідарністі. Звернувся до парламенту. |
| Джордж Герберт Вокер Буш | Липень 11–13, 1989          | Угорщина       | Будапешт                  | Зустрівся з угорськими офіційними особами. Виголосив промову в Університеті Карла Маркса. |
| Джордж Герберт Вокер Буш | 17 листопада, 1990          | Чехословаччина | Прага                     | Відвідав церемонії, що відзначали першу річницю Оксамитової революції. Виступив на Федеральних зборах. |
| Джордж Герберт Вокер Буш | Липень 29 – 1 серпня, 1991  | СРСР           | Москва, Київ              | Зустріч на саміті. Підписав угоду про зменшення стратегічних озброєнь (СНО-1). Звернувся до Верховної ради. |
| Джордж Герберт Вокер Буш | 5 липня, 1992               | Польща         | Варшава                   | Зустрівся з президентом Лехом Валенсою. Відвідав пам'ятну службу для колишнього прем'єр-міністра Яна Падеревського. |
| Джордж Герберт Вокер Буш | Січень 2–3, 1993            | Росія          | Москва                    | Підписав угоду СНО-2. |
| Білл Клінтон             | Січень 11–12, 1994          | Чехія          | Прага                     | Зустрівся з президентами і прем'єрами Чехії, Угорщини, Польщі і Словаччини. |
| Білл Клінтон             | Січень 12, 1994             | Україна        | Київ                      | Зустрівся з президентом Леонідом Кравчуком. |
| Білл Клінтон             | Січень 12–15, 1994          | Росія          | Москва                    | Зустрівся з президентом Борісом Єльциним і старшими російськими посадовцями. Підписав договір про ядерне роззброєння з Україною. |
| Білл Клінтон             | Січень 15, 1994             | Білорусь       | Мінськ                    | Зустрівся з головою Верховної ради Станіславом Шушкевичем. |
| Білл Клінтон             | Липень 6–7, 1994            | Польща         | Варшава                   | Виступив у польскому парламенті. Відвідав пам'ятну церемонію присвячену повстанню у Варшавському гетто. |
| Білл Клінтон             | 5 грудня, 1994              | Угорщина       | Будапешт                  | Взяв участь у безпековій конференції. |
| Білл Клінтон             | Травень 9–11, 1995          | Росія          | Москва                    | Зустріч на саміті. Взяв участь у церемонії з нагоди 50-й річниці Дня перемоги в Європі. |
| Білл Клінтон             | Травень 11–12, 1995         | Україна        | Київ                      | Державний візит. Зустрівся з президентом Леонідом Кучмою. |
| Білл Клінтон             | Січень 13, 1996             | Угорщина       | Тасар                     | Зустрівся з особистим складом збойних сил США. |
| Білл Клінтон             | Квітень 18–21, 1996         | Росія          | Санкт-Петербург, Москва   | Взяв участь у саміті G-7 щодо ядерної безпеки. Зустрівся на саміті з президентом Борисом Єльциним. |
| Білл Клінтон             | Липень 10–11, 1997          | Польща         | Варшава                   | Зустрівся з президентом Алексндром Квасневським і колишнім президентом Лехом Валенсою. |
| Білл Клінтон             | 11 липня, 1997              | Румунія        | Бухарест                  | Зустрівся з президентом Емілем Константінеску і політичними лідерами Румунії. |
| Білл Клінтон             | Вересень 1–3, 1998          | Росія          | Москва                    | Зустріч з президентом Борисом Єльциним. |
| Білл Клінтон             | Листопад 21–23, 1999        | Болгарія       | Софія                     | Зустрівся з президентом Петром Стояновим і прем'єром Іваном Костовим. |
| Білл Клінтон             | Червень 3–5, 2000           | Росія          | Москва                    | Зустріч з президентом Владіміром Путіним. Вистипув перед Державоною думою РФ. |
| Білл Клінтон             | 5 червня, 2000              | Україна        | Київ                      | Зустрівся з президентом Леонідом Кучмою. |
| Джордж Вокер Буш         | Червень 15–16, 2001         | Польща         | Варшава                   | Державний візит. Зустрівся з президентом Александром Квасневским і прем'єром Єжи Бузеком. |
| Джордж Вокер Буш         | Травень 23–26, 2002         | Росія          | Москва, Санкт-Петербург   | Зустріч з президентом Владіміром Путіним. Підписали Московський договір 2002. |
| Джордж Вокер Буш         | Листопад 19–22, 2002        | Чехія          | Прага                     | Взяв участь у зустрічах у рамках саміту NATO і EAPC. |
| Джордж Вокер Буш         | 22 листопада, 2002          | Росія          | Санкт-Петербург           | Зустрівся з президентом Владіміром Путіним. |
| Джордж Вокер Буш         | 23 листопада, 2002          | Румунія        | Бухарест                  | Зустрівся з президентом Йоном Ілієску. |
| Джордж Вокер Буш         | 31 травня, 2003             | Польща         | Краков, Освенцим          | Зустрівся з президентом Александром Квасневським і прем'єром Лешеком Міллером. Відвідав Аушвіц. |
| Джордж Вокер Буш         | Травень 31 – 1 червня, 2003 | Росія          | Санкт-Петербург           | Зустрівся з президентом Владіміром Путіним. Узяв учась у церемонії святкування 300-річчя міста. |
| Джордж Вокер Буш         | Лютий 23–24, 2005           | Словаччина     | Братислава                | На саміті зустрівся з Владіміром Путіним. Також зустрівся з прем'єром Мікулашем Дзуріндою. |
| Джордж Вокер Буш         | Травень 8–9, 2005           | Росія          | Москва                    | Зустрівся з президентом Владіміром Путіним. Узяв участь у святкування з нагоди 60-ї річниці Дня Перемоги. |
| Джордж Вокер Буш         | Червень 21–22, 2006         | Угорщина       | Будапешт                  | Зустрівся з президентом Ласлом Шайомом і прем'єром Ференцем Дюрчанем. Взяв участь у 50-й річниці Угорської революції. |
| Джордж Вокер Буш         | Липень 14–17, 2006          | Росія          | Санкт-Петербург           | Взяв участь у 32-му саміті G8. Зустрівся з китайським президентом Ху Цзіньтао, бразильським президентом Лулою да Сілва і індійським прем'єром Манмоганом Сінґхом. |
| Джордж Вокер Буш         | 15 листопада, 2006          | Росія          | Москва                    | Зустрівся з президентом Владіміром Путіним. |
| Джордж Вокер Буш         | Червень 4–5, 2007           | Чехія          | Prague                    | Зустрівся з президентом Вацлавом Клаусом і прем'єром Міреком Тополанеком. Addressed Conference on Democracy and Security. |
| Джордж Вокер Буш         | 8 червня, 2007              | Польща         | Gdańsk, Jurata            | Зустрівся з президентом Лехом Качинським. |
| Джордж Вокер Буш         | Червень 10–11, 2007         | Болгарія       | Софія                     | Зустрівся з президентом Георгієм Пирвановим і прем'єром Сергієм Станішевим. |
| Джордж Вокер Буш         | 1 квітня, 2008              | Україна        | Київ                      | Зустрівся з президентом Віктором Ющенком і прем'єром Юлією Тимошенко. |
| Джордж Вокер Буш         | Квітень 2–4, 2008           | Румунія        | Бухарест                  | Взяв участь у бухарестському саміті НАТО. |
| Джордж Вокер Буш         | Квітень 5–6, 2008           | Росія          | Сочі                      | Зустрівся з президентом Владіміром Путіним і новообраним президентом Дмітрієм Мєдвєдєвим. |
| Барак Обама              | Квітень 4–5, 2009           | Чехія          | Прага                     | Взяв участь у зустрічі на саміті США-Євросоюз. Зустрівся з прем'єром Міреком Тополанеком і президентом Вацлавом Клаусом. Виголосив промову щодо ядерного роззброєння в Градачанах. |
| Барак Обама              | Липень 6–9, 2009            | Росія          | Москва                    | Зустрівся з президентом Дмітром Мєдвєдєвим і прем'єром Владіміром Путіним. Виголосив промову на відкритті економічної школи. |
| Барак Обама              | 8 квітня, 2010              | Чехія          | Прага                     | Підписав угоду про зменшення стратегічних озброєнь з Росією. Також зустрівся з президентами Чехії, Естонії, Латвії і Румунії; прем'єрами Болгарії, Хорватії, Чехії, Угорщини, Литви, Польщі, Словаччини і Словенії.                                                                                |
| Барак Обама              | Травень 27–28, 2011         | Польща         | Варшава                   | Зустрівся з президентом Броніславом Комаровським і прем'єром Дональдом Туском. Поклав вінок у Варшавському гетто. Відвідав меморіал жертвам катастрофи Ту-154 в Смоленську. |
| Барак Обама              | Вересень 4–6, 2013          | Росія          | Санкт-Петербург           | Взяв участь у зустрічі на саміті G-20. |
| Барак Обама              | Червень 3–4, 2014           | Польща         | Варшава                   | Зустрівся з президентом Броніславом Комаровським і прем'єром Дональдом Туском. Відвідав урочистості з приводу 25-річчя становлення демократії в Польщі. |
| Барак Обама              | Липень 8–9, 2016            | Польща         | Варшава                   | Взяв участь у саміті НАТО. Зустрівся з президентом Анджеєм Дудою, президентом Європейської ради(і колишнім прем'єром Польщі) Дональдом Туском і президентом Єврокомісії Жаном-Клодом Юнкером, щоб обговорити боротьбу з тероризмом і кризу через сирійських біженців.                              |
| Дональд Трамп            | Липень 5–6, 2017            | Польща         | Варшава                   | Під час саміту Ініціатива трьох морів зустрівся з президентом Анджеєм Дудою, президентом Хорватії Коліндою Грабар-Китаровичем, та з іншими очільниками східноєвропейських країн. Поклав вінок до монументу присвяченому Варшавському повстанню і виголосив промову.                                |
| Джо Байден               | Березень 25–26, 2022        | Польща         | Варшава                   | Зустрівся з президентом Анджеєм Дудою і прем'єр-міністром Матеушем Моравецьким. |
| Джо Байден               | Лютий 20–22, 2023           | Польща         | Жешув, Перемишль, Варшава | Президент Байден прилетів у Жешув, тоді дістався Перемишля і потягом попрямував до Києва. Після повернення в Польщу він зустрівся з президентом Анджеєм Дудою і взяв участь у Бухарестський дев'ятці (Б9), де він виголосив промову відзначаючи першу річницю широкого вторгнення Росії в Україну. |
| Джо Байден               | Лютий 20, 2023              | Україна        | Київ                      | Напередодні річниці російського вторгнення в Україну зустрівся з президентом Володимиром Зеленським. Відвідав Михайлівський Золотоверхий монастир. Неанонсований візит. |